# Coccophagus coracinus
Coccophagus coracinus är en stekelart som beskrevs av Compere 1940. Coccophagus coracinus ingår i släktet Coccophagus och familjen växtlussteklar.
Artens utbredningsområde är:
- Kenya.
- Uganda.

Inga underarter finns listade i Catalogue of Life.